# Microrregión de Araçuaí
La microrregión de Araçuaí es una de las  microrregiones del estado brasileño de Minas Gerais perteneciente a la mesorregión  Jequitinhonha. Su población fue estimada en 2006 por el IBGE en 153.657 habitantes y está dividida en ocho municipios. Posee un área total de 10.261,986 km².

## Municipios
- Araçuaí
- Caraí
- Coronel Murta
- Itinga
- Novo Cruzeiro
- Padre Paraíso
- Ponto dos Volantes
- Virgem da Lapa

- Datos: Q2175377